# Punks: The Comic
Punks: The Comic — ограниченная серия комиксов, состоящая из 5 выпусков, которую в 2014—2015 годах издавала компания Image Comics.

## Синопсис
Главными героями серии являются Пёс, Череп, Кулак и Авраам Линкольн, которые живут в одном доме и часто дерутся.

## История создания
Фиалков отмечал, что хотел привнести что-то необычное в рынок комиксов, наполненный произведениями о супергероях. Он говорил, что «нет ничего более странного, чем Punks». Чемберлену нравилось работать с ним.

### Выпуски
| № | Дата выхода     | Оценка на Comic Book Roundup    | Предполагаемый объём продаж (первый месяц) |
| - | --------------- | ------------------------------- | ------------------------------------------ |
| 1 | 8 октября 2014  | 7,8 из 10 на основе 17 рецензий | 13 853, позиция в Северной Америке — 191   |
| 2 | 5 ноября 2014   | 8,2 из 10 на основе 8 рецензий  | 5 968, позиция в Северной Америке — 272    |
| 3 | 10 декабря 2014 | 8,3 из 10 на основе 7 рецензий  | н/д                                        |
| 4 | 28 января 2015  | 8,4 из 10 на основе 6 рецензий  | н/д                                        |
| 5 | 18 марта 2015   | 9 из 10 на основе 2 рецензий    | н/д                                        |

### Сборники
| Название           | Тип            | Дата выхода    | Собранный материал    | Кол-во страниц | ISBN                       | Предполагаемый объём продаж (первый месяц) |
| ------------------ | -------------- | -------------- | --------------------- | -------------- | -------------------------- | ------------------------------------------ |
| Vol. 1: Nutpuncher | Мягкая обложка | 15 апреля 2015 | Punks: The Comic #1-5 | 160            | 978-1632152275, 1632152274 | 801, позиция в Северной Америке — 188      |

## Отзывы
На сайте Comic Book Roundup серия имеет оценку 8,3 из 10 на основе 40 рецензий. Мэтт Литтл из Comic Book Resources писал, что «Punks — это песочница, в которой создатели могут играть и пачкаться так, как считают нужным». Пирс Лидон из Newsarama дал первому выпуску 8 баллов из 10 и посчитал, что «приятно читать что-то, что не воспринимает себя так серьёзно». Его коллега Эдвард Кей поставил дебюту оценку 9 из 10 и похвалил художника. Чейз Магнетт из ComicBook.com присвоил первому выпуску рейтинг «A-» и подчеркнул, что комикс «безжалостно издевается над собой и всем вокруг». Мэт Эльфринг из Comic Vine вручил дебюту 4 звезды из 5 и отметил, что «Punks — это что-то, что сложно уложить в голове, потому что оно сильно отличается от всего остального на полках [магазинов]».